# Rimava

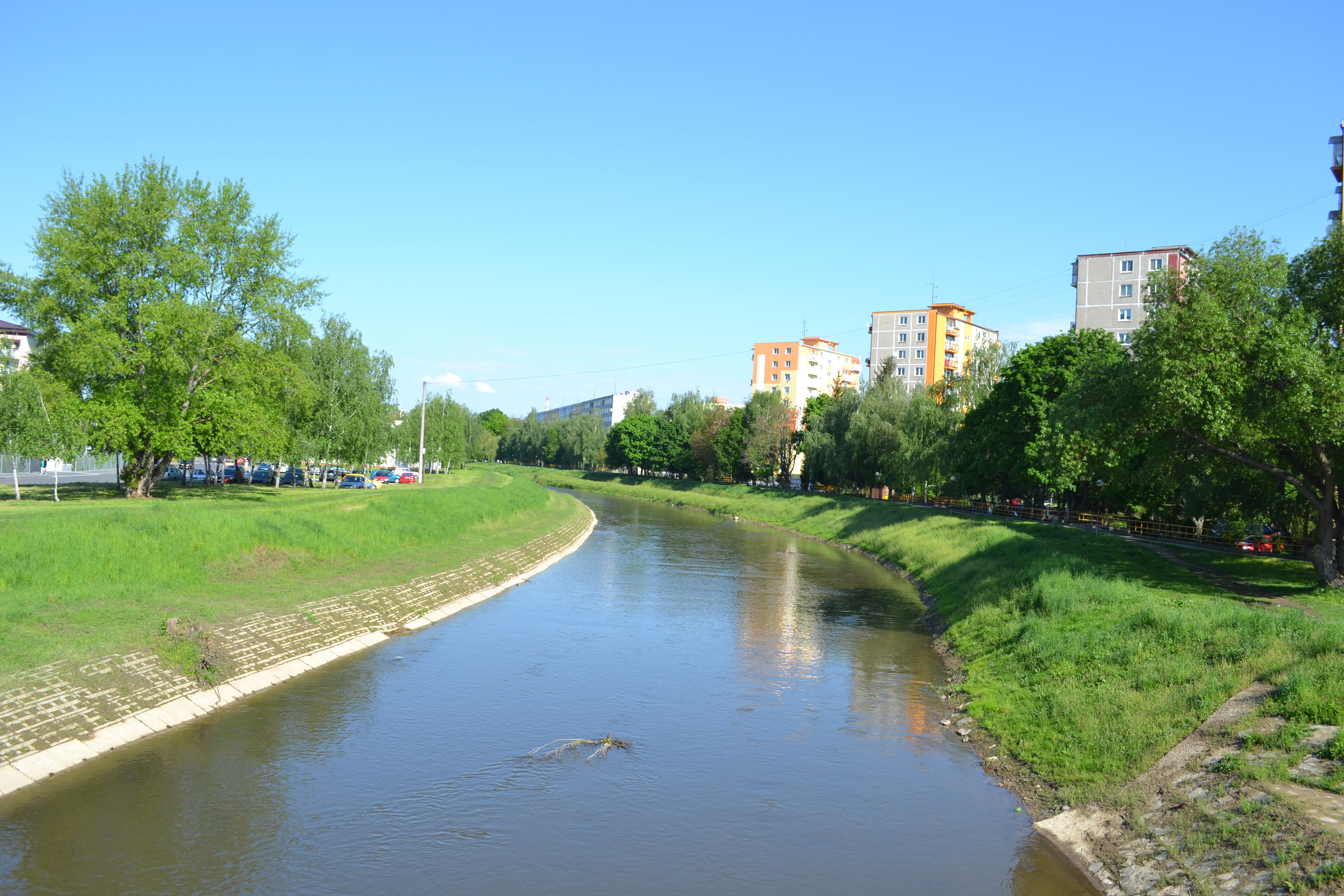
Rzeka Rimava w Rymawskiej Sobocie

Rimava (węg. Rima) – rzeka w środkowej Słowacji, lewy dopływ Sajó (słow. Slaná) w zlewisku Morza Czarnego. Długość – 85,0 km, powierzchnia zlewni – 1378 km², średni roczny przepływ u ujścia – 7,6 m³/s. 
Źródła Rimavy w postaci szeregu drobnych cieków wodnych znajdują się na południowych stokach szczytu Fabova hoľa (1439 m n.p.m.) w Rudawach Weporskich, opadających na wschód ku przełęczy Burda (1006 m n.p.m.). W literaturze przewodnikowej lokowano ich położenie na wysokości 1126 m n.p.m. Obecnie uznane za główne źródło, leżące na wysokości ok. 1220 m n.p.m., nakryte jest dwuspadowym, drewnianym daszkiem, w pobliżu znajduje się niewielka wiata ze stołem i ławami. Do źródła prowadzi osobno znakowany szlak łącznikowy od węzła szlaków Kučelach (przy dalekobieżnym szlaku czerwonym Rudná magistrála).
Rzeka płynie w kierunku południowym, stanowiąc tu granicę między zachodnią (Rudawy Weporskie) a środkową (Góry Stolickie) częścią Rudaw Słowackich. Przepływa przez miasta Tisovec i Hnúšťa - poniżej tego drugiego jest już mocno zanieczyszczona ściekami. We wsi Rimavská Baňa przyjmuje swój największy dopływ – Rimavicę. Opuszczając góry zmienia kierunek na południowo-wschodni, przepływa przez miasto Rimavská Sobota i wypływa do Kotliny Rimawskiej. Tu skręca na wschód, przyjmuje kilka większych dopływów (Sucha, Blh) i w okolicy wsi Lenartovce, tuż przed granicą z Węgrami, wpada do Slanej (Sajó).
Na dawniejszych mapach górna część rzeki (po Tisovec) była oznaczana jako Tisovská Rimava.